# ويلي ماسون
ويلي ماسون (بالإنجليزية: Willy Mason)‏ هو مغن مؤلف وملحن أمريكي، ولد في 21 نوفمبر 1984 في نيويورك في الولايات المتحدة.

## وصلات خارجية
- الموقع الرسمي
- ويلي ماسون على موقع ميوزك برينز (الإنجليزية)
- ويلي ماسون على موقع أول ميوزيك (الإنجليزية)
- ويلي ماسون على موقع ديسكوغز (الإنجليزية)